# Super Continental
Le Super Continental est un train de voyageurs transcontinental canadien exploité par le Canadien National (CN) de 1955 à 1977, date à laquelle Via Rail reprend le train et l'exploite jusqu'à son annulation en 1981. Le service est rétabli en 1985 mais est de nouveau supprimé en 1990. Le train original du CN suit un itinéraire Montréal–Ottawa–Toronto-Winnipeg–Saskatoon–Edmonton–Jasper–Vancouver avec un service quotidien.

## Le service voyageurs du CN dans l'après-guerre
Après la Seconde Guerre mondiale, la flotte de voitures de voyageurs du CN nécessite une modernisation et, entre 1946 et 1950, la compagnie ferroviaire achète un total de 75 nouvelles voitures de passagers et voiture-lits légères. Cependant, les pénuries de matériaux de l'après-guerre limitent le nombre de voitures que le CN peut se procurer commercialement, ce qui conduit à un important programme de rénovation interne d'équipements lourds plus anciens dans les ateliers du CN. Finalement, un total de 211 voitures lourdes sont équipées de nouveaux intérieurs, de bogies à roulements à billes et de fenêtres scellées. Néanmoins, il devient vite évident que l'équipement rénové seul ne suffit pas pour rester compétitif, et en 1952, le CN passe une commande importante de nouveau matériel léger de type Streamliner. Cette commande comprend 218 voitures de Canadian Car and Foundry à Montréal, ainsi que 92 voitures-lits, 20 voiture-restaurants, 17 voitures-salons et 12 voitures-lits-buffet de la Pullman-Standard Company, basée à Chicago.

## Historique du service

### Inauguration du service
Les livraisons des nouvelles voitures sont essentiellement achevées en 1954, mais le CN attend le 24 avril 1955 pour lancer son nouveau train phare transcontinental, le Super Continental, en remplacement de son ancien fleuron, le Continental Limited. Ce n'est pas une coïncidence si c'est à la même date que son concurrent, le Canadien Pacifique (CP), lance son nouveau train transcontinental profilé, Le Canadien,. Avant son introduction en service régulier, le matériel qui doit être utilisé pour le Super Continental est exposé dans certaines des gares de son parcours,. Le Super Continental réduit le temps de trajet entre Montréal et Vancouver jusqu'à 14 heures, éliminant ainsi la nécessité d'une quatrième nuit à bord du train,. Le voyage est annoncé comme le plus long trajet d'un train à locomotive Diesel en Amérique du Nord sans changement de locomotive.
En 1960, le CN et le CP introduisent tous deux des « trains locaux transcontinentaux », qui sont en réalité des reconfigurations de services existants, destinés à desservir les passagers sur des trajets plus courts suivant les mêmes itinéraires que le Super Continental et Le Canadien. Sur le CN, le Continental est utilisé, tandis que sur le CP, c'est le Dominion qui est mis en service.
Malgré l'équipement neuf et rénové et une nouvelle livrée noir et vert avec des garnitures jaunes, la composition hétéroclite du Super Continental fait pâle figure en comparaison de celle du CP, entièrement en acier inoxydable, produite pour eux par la Budd Company. Une autre distinction importante est que Le Canadien dispose de voiture-dômes panoramiques, que le Super Continental n'utilise pas. Le CN choisit de ne pas acheter de voitures-dômes pour des raisons d'économie, bien qu'il soit également affirmé[réf. nécessaire] que les voitures-dômes pourraient interférer avec la caténaire électrifiée utilisée à la Gare centrale de Montréal par les trains de banlieue des anciennes lignes du Canadian Northern. En 1964, le CN achète des voitures-dômes d'occasion provenant des États-Unis au Milwaukee Road pour les utiliser sur la portion du trajet entre Edmonton et Vancouver.
Bien que le CN ne soit pas complètement diésélisé avant 1960, le Super Continental est dès le départ tracté par une variété de locomotives diesel, y compris des FP-2 et FP-4 de Montreal Locomotive Works, des C-liners de Canadian Locomotive Company dans l'est du Canada, et des unités EMD FP9 de General Motors Diesel dans l'ouest du Canada.

### Déclin des trains de voyageurs

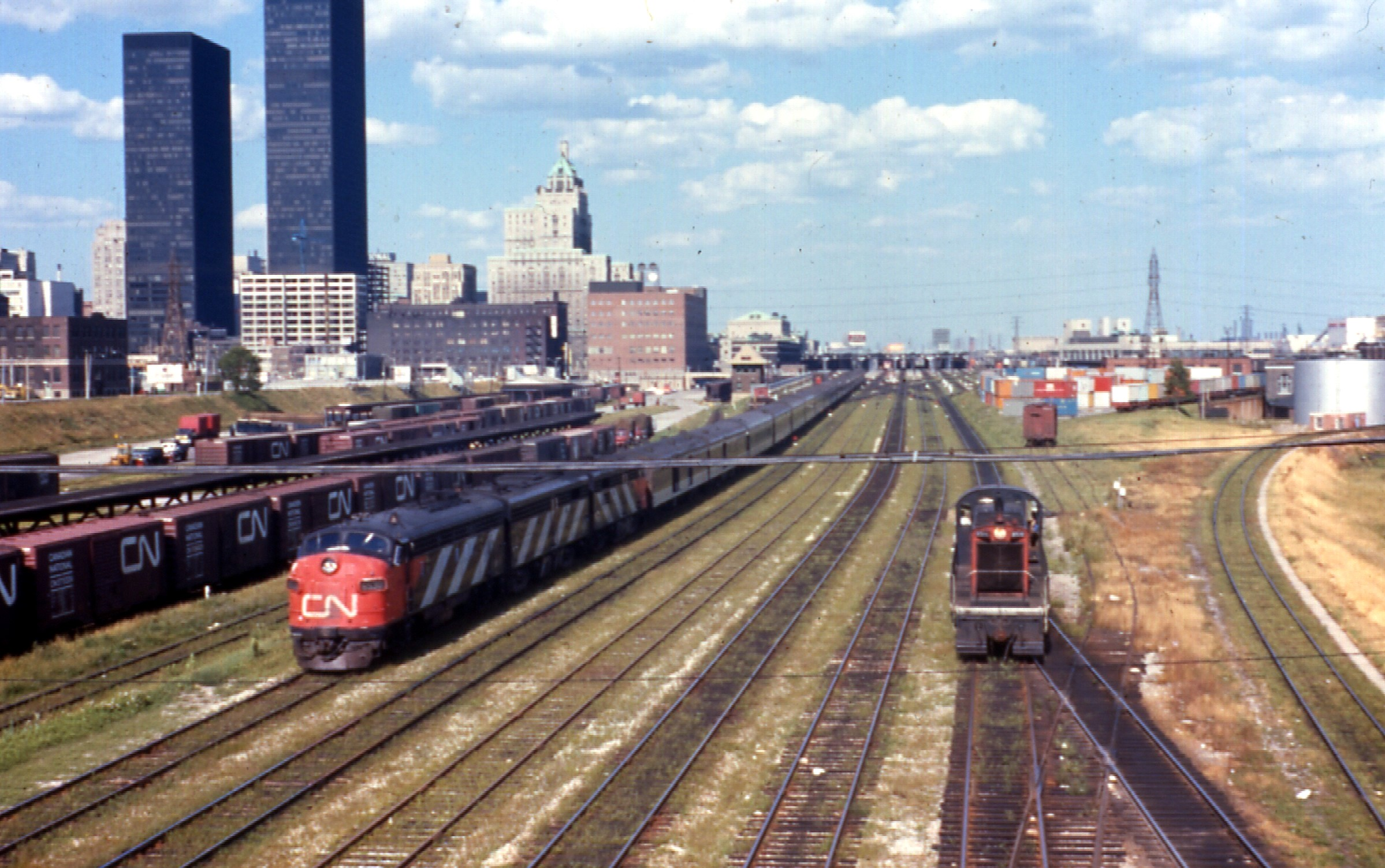
Le Super Continental quittant Toronto pour Vancouver en 1970

Dans les années 1960, les trains de voyageurs canadiens connaissent un déclin important, en grande partie à cause des subventions gouvernementales pour les automobiles circulant sur la nouvelle Route transcanadienne et pour les compagnies aériennes. Le Continental Limited, prédécesseur du Super Continental, est réduit à un train Montréal-Saskatoon en 1964, puis supprimé l'année suivante. Le CN continue néanmoins à commercialiser agressivement ses services, même si le CP perd de l'intérêt pour l'exploitation du Canadien. Pour contrer l'idée que la route du CP à travers les Montagnes Rocheuses est plus pittoresque, le CN acquiert en 1964 un lot de six voitures « Super Dome » (rebaptisées « Sceneramics » par le CN) ayant appartenu au Milwaukee Road et ayant servi sur l'Olympian Hiawatha. Celles-ci sont mises en service entre Winnipeg et Vancouver. Le CN rénove également les voitures de passagers utilisées dans le train, en ajoutant de nouveaux porte-bagages et des espaces salon à certaines d'entre elles. Un nouveau train secondaire sur le même itinéraire, The Panorama, est mis en service en 1965. Il est ensuite abandonné en 1969. Mais malgré les efforts du CN, l'achalandage continue de baisser tout au long des années 1970, et le train est exploité à perte. En 1969, on estime que le Super Continental est exploité avec une perte de 14 058 030 dollars.

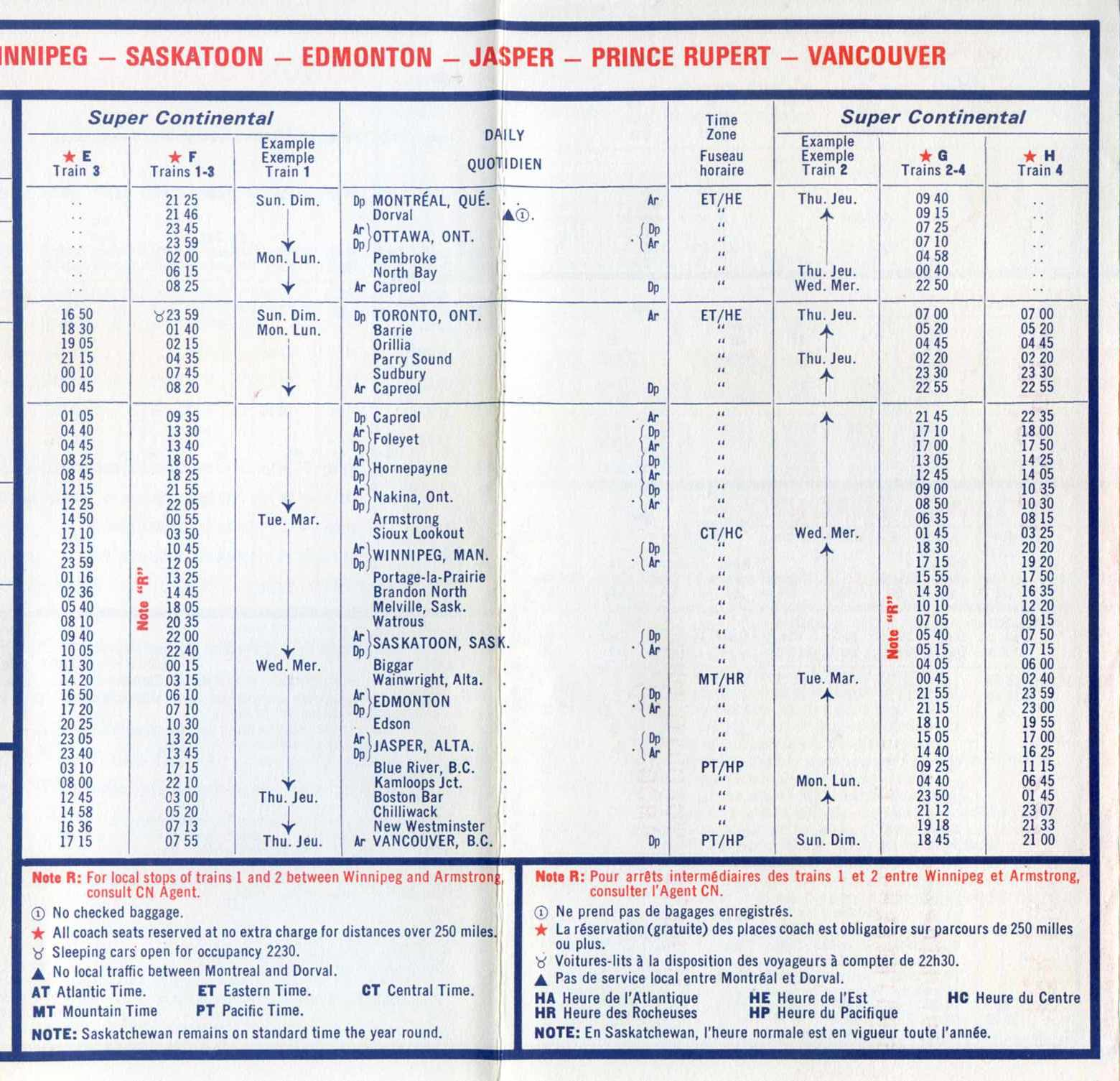
Un horaire du Super Continental de 1975, alors que le CN exploitait encore le service

Le CN demande à la Commission canadienne des transports d'interrompre le Super Continental en 1971, mais la commission rejette la demande, forçant le CN à poursuivre le service malgré la baisse des revenus,. Avec des pertes atteignant 55,9 millions de dollars en 1975, le CN soumet une nouvelle demande pour interrompre le service en 1976 et se voit à nouveau opposer un refus par la commission.

### Prise en charge par Via Rail et première annulation
Le 1er avril 1978, une nouvelle société de la Couronne fédérale du Gouvernement du Canada, appelée Via Rail Canada, assume officiellement la responsabilité des services de voyageurs du CN. Via Rail prend également en charge les services voyageurs de CP Rail le 29 octobre 1978, ce qui lui confère deux liaisons transcontinentales : Le Canadien et le Super Continental. Via Rail reconfigure ces itinéraires, faisant du Canadien un train Toronto–Vancouver et du Super Continental un train Montréal–Vancouver. Des voitures-lits sont échangées à Winnipeg entre les deux trains. Le Canadien devient le train transcontinental vedette de la compagnie et le Super Continental est relégué au second plan. Néanmoins, une conjonction de marketing judicieux, de prix élevés de l'essence et d'une inflation galopante entraîne une augmentation de l'achalandage au début des années 1980. Cependant, le budget fédéral de 1981 du gouvernement libéral du Premier ministre Pierre Trudeau entraîne la suppression de 20 % du réseau de Via. Le Super Continental fait partie des trains immédiatement supprimés. Son dernier service arrive à Vancouver le 16 novembre 1981.
De telles réductions du service voyageurs se révèlent politiquement impopulaires,. Par exemple, l'annulation du Super Continental a un impact significatif sur l'industrie touristique de Jasper. Le train amenait environ 100 000 touristes par an dans la ville. En 1982, ce chiffre n'est pas compensé par les touristes voyageant par d'autres moyens. L'annulation est critiquée par les groupes d'affaires locaux, la Chambre de commerce de Jasper déposant une injonction infructueuse pour des motifs de procédure auprès de la Cour du Banc de la Reine de l'Alberta, arguant que le cabinet fédéral avait agi illégalement en contournant la Commission canadienne des transports pour annuler le service.
Après l'élection du gouvernement progressiste-conservateur de Brian Mulroney en 1984, le service est rétabli le 1er juin 1985, mais sur un itinéraire tronqué de Vancouver à Winnipeg via Edmonton, qui ne correspond plus au nom « Continental ». Le segment Toronto/Montréal à Sudbury est éliminé, et le segment Capreol–Winnipeg est réduit à un train de desserte des régions éloignées sans nom, trois fois par semaine. Pendant cette période, Via Rail peut également rééquiper le Super Continental avec des locomotives modernes GMD F40PH. Le 8 février 1986, une erreur humaine provoque la collision du Super Continental de Via en direction est avec un train de marchandises du CN à Dalehurst, près de Hinton, tuant 23 personnes.

### Seconde annulation
À la fin des années 1980, les budgets fédéraux sont sous forte pression, et le budget de 1989 du gouvernement Mulroney s'avère désastreux pour Via Rail. Le Super Continental est de nouveau annulé ; les derniers trains quittent Winnipeg et Vancouver le 14 janvier 1990. Cela laisse Le Canadien comme unique train transcontinental de Via. Il est déplacé sur l'itinéraire plus long du CN utilisé par la première incarnation du Super Continental.

## Accidents et incidents
Trois occupants d'une automobile, dont le conducteur, sont tués le 26 mars 1956, lorsque leur voiture est heurtée par le Super Continental à un passage à niveau peu utilisé à Quibell, à environ 282 km à l'est de Winnipeg. Le train circule à grande vitesse dans cette zone à ce moment-là. La police sur les lieux ne peut initialement indiquer la cause de la collision.
Alors que le Super Continental entre en gare d'Ottawa le 9 octobre 1956, les quatre dernières voitures du train déraillent sur un aiguillage. Le train se déplace à faible vitesse pour entrer en gare, donc aucun blessé n'est signalé, mais plusieurs roues doivent être remplacées. Le déraillement retarde le train de 8 heures ce jour-là.
Le 13 février 1960, le Super Continental, avec 3 heures de retard, entre en collision frontale avec un train de marchandises de 39 wagons près d'Osawin, à 51 km à l'ouest de Hornepayne, en Ontario. Le mécanicien du train de voyageurs est tué et 33 passagers ainsi que 4 cheminots sont blessés,,.
Le Super Continental en direction ouest entre en collision frontale avec un train de marchandises qui quitte une voie d'évitement pour s'engager sur la ligne principale près de Dunrankin, en Ontario, le 2 août 1967. Le mécanicien et le chauffeur du Super Continental sont tous deux tués, tandis que le mécanicien et un serre-frein du train de marchandises sont portés disparus et présumés morts. Un passager est transporté à l'hôpital, tandis que les 150 autres passagers ne subissent que des blessures mineures ou aucune. Un incendie se déclare à cause du mazout déversé par les locomotives, mais il est rapidement éteint grâce à l'aide des cantonniers à proximité qui organisent une chaîne humaine avec du sable pour étouffer les flammes.
Le Super Continental en direction ouest heurte un glissement de boue long de 122 m et profond de 2,4 m et déraille le 29 mars 1972, à un endroit situé à 145 km au nord de Kamloops, en Colombie-Britannique. L'équipage de tête subit des blessures mineures, mais les 243 passagers sont tous déclarés indemnes.
Un train de marchandises en direction est et le Super Continental en direction ouest entrent en collision vers 2h30 du matin le 28 septembre 1974, à un endroit situé à environ 169 km au nord de Kamloops. Les premiers rapports indiquent que l'accident pourrait avoir été causé par un « dysfonctionnement de l'aiguillage automatique » qui a placé le train de marchandises sur la même voie. Le train de marchandises roule à 40 km/h tandis que le Super Continental roule à 56 km/h. Le mécanicien et un agent de train du train de marchandises sont tués ; il y a au moins un rapport de pillage parmi les passagers, mais beaucoup d'enfants à bord du train restent endormis pendant l'accident,.
Le 8 août 1980, le Super Continental en direction est déraille sur douze voitures à un endroit situé à environ 120 km à l'est de Jasper. Le train reste droit et seul un bras cassé est signalé comme blessure corporelle.

### Collision ferroviaire de Hinton
Le matin du 8 février 1986, alors que les passagers prennent leur petit-déjeuner, le Super Continental entre en collision frontale avec un train de marchandises du CN à environ 16 km à l'est de Hinton. La collision crée une énorme boule de feu qui se propage le long du train ; les deux trains se déforment sous l'impact. Les premiers rapports indiquent qu'au moins 29 personnes sont décédées dans l'accident, bien que ce chiffre soit ensuite réduit à 26, puis plus tard à 23, ce qui en fait l'un des incidents les plus meurtriers de l'histoire ferroviaire canadienne. L'enquête ultérieure montre que le train de marchandises a franchi un signal d'arrêt et a traversé un aiguillage fermé pour se retrouver devant le Super Continental.